# Greccy posłowie do Parlamentu Europejskiego 2019–2024
Greccy posłowie IX kadencji do Parlamentu Europejskiego zostali wybrani w wyborach przeprowadzonych 26 maja 2019, w których wyłoniono 21 deputowanych.

## Posłowie według list wyborczych
Nowa Demokracja
- Ana-Misel Asimakopulu
- Manolis Kiefalojanis
- Stelios Kimburopulos
- Jorgos Kirtsos
- Wangelis Meimarakis
- Maria Spiraki
- Eliza Wozemberg
- Teodoros Zagorakis

Syriza
- Kostas Arwanitis
- Aleksis Jeorgulis
- Stelios Kuloglu
- Petros Kokalis
- Elena Kundura
- Dimitrios Papadimulis

KINAL (w tym PASOK)
- Ewa Kaili (PASOK)
- Nikos Papandreu (PASOK), poseł do PE od 3 maja 2023

Komunistyczna Partia Grecji
- Lefteris Nikolau-Alawanos[1]
- Kostas Papadakis

Złoty Świt
- Atanasios Konstandinu
- Janis Lagos

Greckie Rozwiązanie
- Emanuil Frangos, poseł do PE od 10 lipca 2019

Byli posłowie IX kadencji do PE
- Kiriakos Welopulos (Greckie Rozwiązanie), do 6 lipca 2019
- Nikos Andrulakis (KINAL-PASOK), do 2 maja 2023